# La Torratxa, Torre Sepulcral (Vilablareix)
La Torre Sepulcral o la Torratxa és una obra de Vilablareix (Gironès) inclosa a l'Inventari del Patrimoni Arquitectònic de Catalunya. Encara que hagi estat declarat Bé d'interès Local per la Generalitat (12-16-1979) resta com a propietat particular enmig de camps de cultiu i sense cap mena d'accés per arribar-hi.

## Descripció

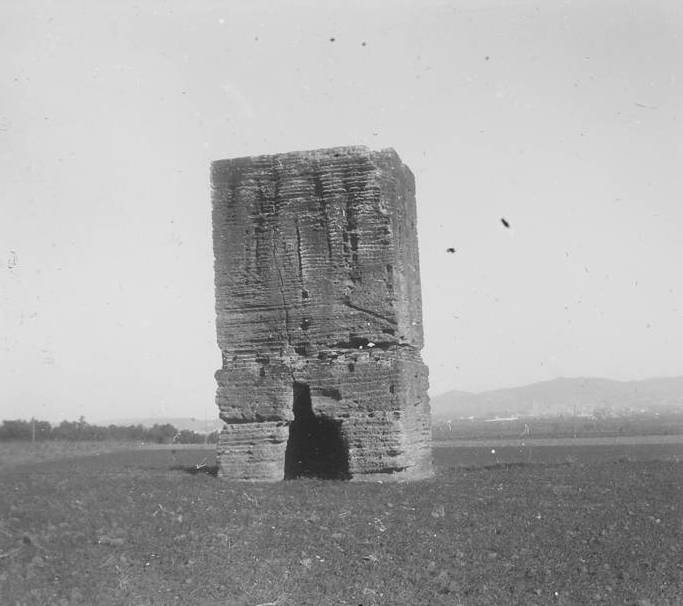
La torre sepulcral l'any 1924

És un edifici que pertany a la denominació de "sepulcre de torre", formada per dos cossos i un terrat. L'alçada total és aproximadament de 8,65 m i les parets tenen una amplada d'uns 75 cm. els dos cossos estan separats per unes línies de rajols. L'orientació de la torre és d'uns 30º30', on no es troba cap mena d'orientació intencionada. El material, a més de rajols, és formigó de calç i pedra volcànica, molt abundant en questes contrades. Està fet en capes "encofrades" que li dona un curiós aspecte estriat i decoratiu. Els dos cossos estan coberts per voltes de rajols de cantell i units amb morter de calç, completats pel damunt amb formigó. La mala disposició dels rajols ha fet que l'estructura no aguantés i presenti l'estat actual.
La part inferior era una cambra sense accés a l'exterior, mentre que la superior presenta un amplíssim arc. A la "terrassa" hi ha restes de forats, possiblement del bigam de estructural de la coberta i a cada costat hi ha una fornícula. El forat d'entrada posterior s'ha obert posteriorment, segurament per a utilitzar-la com cabanya. Actualment la torre presenta una esquerda central de dalt a baix i està reforçada amb rajols a les bandes, per motius de seguretat. Tot un costat és envaït per les heures, que deterioren encara més el monument.